# Transocean III (schip, 1973)
De Transocean III was een boorplatform dat in 1973 werd gebouwd door Howaldtswerke-Deutsche Werft voor Transocean. Het ontwerp was gelijk aan dat van de Transworld Rig 61 van Transworld Drilling en was een combinatie van een boorschip, een hefplatform en een halfafzinkbaar platform.
De romp had een gewone scheepsvorm, maar daarnaast had het twee outriggers. Het had vier spudpalen, in het voorschip, het achterschip en in de outriggers. Zo kon het als schip naar locatie varen en daar als jack-up op de bodem staan. De spudpalen beschikten echter ook over drijfvermogen, zodat het op dieper water als semi-submersible kon functioneren.
Het innovatieve ontwerp bleek de nodige problemen te geven. Zo was de air gap, de hoogte onder de romp naar het wateroppervlak, slechts 10 meter. Dit was niet veel voor werkzaamheden in de winter op de Noordzee. De vaarsnelheid lag lager dan gedacht. Ook ontbraken horizontale buizen (bracings) tussen de spudpalen. Bij semi's werden deze toegepast om te voorkomen dat de poten te veel verbogen door de splijtkrachten die optreden als de ene poot zich in een golfdal bevond en de andere in een golftop. Deze problemen kwamen aan het licht toen de Transocean III eind 1973 op de eerste reis in de problemen raakte op zo'n 100 zeemijl oost van de Shetlandeilanden. Het platform was ingehuurd door Mobil en bevond zich in het Beryl-veld toen op 27 december een storm opzette. De bemanning werd op 1 januari door Sikorsky S-61N's van Bristow naar de Transworld Rig 58 en de Transworld Rig 61 werden gebracht die niet ver daarvandaan lagen. De dag daarop kapseisde het platform in zo'n 104 meter waterdiepte nadat het volliep door structurele schade.